# Vitaby socken
Vitaby socken i Skåne ingick i Albo härad, ingår sedan 1974 i Simrishamns kommun och motsvarar från 2016 Vitaby distrikt.
Socknens areal är 29,46 kvadratkilometer varav 29,38 land. År 2000 fanns här 1 012 invånare.  En mindre del av tätorten Kivik, orten Vitemölla, tätorten Vitaby samt kyrkbyn Vitaby kyrkby med sockenkyrkan Vitaby kyrka ligger i socknen.

## Administrativ historik
Socknen har medeltida ursprung. 
Vid kommunreformen 1862 övergick socknens ansvar för de kyrkliga frågorna till Vitaby församling och för de borgerliga frågorna bildades Vitaby landskommun. Landskommunen uppgick 1952 i Kiviks landskommun som 1974 uppgick i Simrishamns kommun. Församlingen uppgick 2002 i Kiviks församling.
1 januari 2016 inrättades distriktet Vitaby, med samma omfattning som församlingen hade 1999/2000.  
Socknen har tillhört län, fögderier, tingslag och domsagor enligt vad som beskrivs i artikeln Albo härad. De indelta soldaterna tillhörde Södra skånska infanteriregementet, Albo kompani och Skånska dragonregementet, Cimbrishamns skvadron, Svabeholms kompani.

## Geografi
Vitaby socken ligger vid kusten norr om Simrishamn med Linderödsåsen i väster. Socknen är en kuperad odlingsbygd  med skogsbygd i väster.

## Fornlämningar
En hällkista från stenåldern är funnen Från bronsåldern finns 15 gravhögar och några gravrösen. Från järnåldern finns tre gravfält med domarringar, skeppssättningar och resta stenar. En offerkälla, Pengakillan, finns här.

## Namnet
Namnet skrevs omkring 1200 Whiteby och kommer från kyrkbyn. Förleden innehåller troligen ett äldre namn på Mölleån som är bildat av vit. Efterleden är by, 'gård; by'..